# Problèmes sociaux dans la république populaire de Chine
Les problèmes sociaux dans la république populaire de Chine au XXIe siècle sont très variés et résultent de la réforme économique chinoise mise en place à la fin des années 1970, de la toile de fond culturelle et religieuse de la Chine, et de la très forte population. La plupart de ces problèmes sont exposés dans les médias chinois, bien que certains sujets à connotation politique soient susceptible de censure.